# Seznam slovenskih hornistov
Seznam slovenskih hornistov.

## B
Sebastijan Buda - Maja Burger Zgonc

## D
Gregor Dvorjak

## F
Jože Falout - 
Justin Felicijan –
Tilen Freyer-Majaron -
Teodor Forte -

## G
Dušan Godec - Svetko Grgič -
Neža Gruden -

## K
Stanko Kelemina - 
Matjaž Kmet -
Jože Kocjančič -
Tadej Kopitar

## L
Boštjan Lipovšek -
Franci Lipovšek -
Katarina Lipovšek -
Miha Lončar - Jernej Lovišček

## O
Blaž Ogrič -

## P
Peter Pačnik - Borut Pahič -
Robert Petrič -
Edi Pištan -
Janez Polanc -
Robert Prednik -
Katja Pupis -

## R
Jože Rošer -
Jernej Rotar -

## S
Zora Slokar

## Š
Franci Šuštar -

## T
Melina Todorovska - Metod Tomac - Gregor Tovšak

## Ž
Andrej Žgank -
Andrej Žust -